# Doctor Faustus
Ne doit pas être confondu avec Le Docteur Faustus.
Pour plus de détails, voir Fiche technique et Distribution.
Doctor Faustus est un film britannique, réalisé par Richard Burton et Nevill Coghill, sorti en 1967.

## Fiche technique
- Titre original : Doctor Faustus
- Réalisation : Richard Burton et Nevill Coghill
- Scénario : Nevill Coghill d'après la pièce La Tragique Histoire du docteur Faust (The Tragical History of Doctor Faustus) de Christopher Marlowe
- Production : Richard Burton et Richard McWhorter
- Société de production : Nassau Films, Oxford University Screen Productions et Venfilms
- Société de distribution : Columbia Pictures
- Musique : Mario Nascimbene
- Photographie : Gábor Pogány
- Montage : John Shirley
- Direction artistique : Boris Juraga
- Décors : John DeCuir
- Décorateur de plateau : Dario Simoni
- Costumes : Peter J. Hall
- Chorégraphe : Jacqueline Harvey
- Pays : Royaume-Uni
- Langue de tournage : anglais
- Format : Couleur (Technicolor) - Son : Mono
- Genre : Drame
- Durée : 93 minutes
- Dates de sortie :
  - Royaume-Uni 10 octobre 1967
  - États-Unis 6 février 1968

## Distribution
- Richard Burton : Doctor Faustus
- Elizabeth Taylor : Hélène de Troie
- Andreas Teuber : Mephistopheles
- Ian Marter : Empereur
- Elizabeth O'Donovan : Impératrice
- David McIntosh : Lucifer
- Jeremy Eccles : Belsebub
- Ram Chopra : Valdes
- Richard Carwardine : Cornelius
- Richard Heffer : Disciple
- Gwydion Thomas : Érudit / Lubricité
- Richard Durden : Chevalier
- Patrick Barwise : Wagner
- Adrian Benjamin : Pape
- Jeremy Chandler : Gardien